# Horsfieldia crux-melitensis
Horsfieldia crux-melitensis là một loài thực vật thuộc họ Myristicaceae. Đây là loài đặc hữu của Papua New Guinea.